# Liederbuch

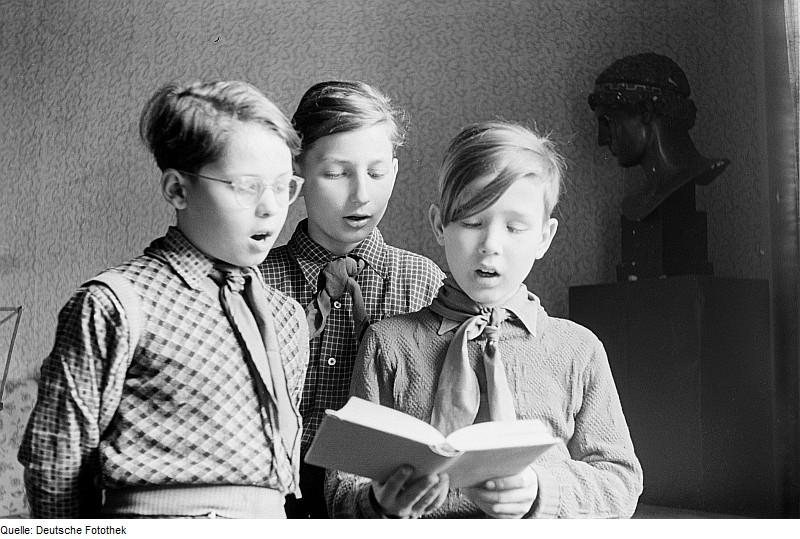
Junge Sänger mit Liederbuch (1950)

Ein Liederbuch ist ein Buch, das eine Sammlung von Liedern enthält, häufig mit Angaben zur musikalischen Gestaltung.

## Inhalt
Inhaltlich decken Liederbücher ein weites Spektrum ab, zu dem unter anderem Sammlungen von Kunst- und Volksliedern, von Liedern eines oder mehrerer Künstlers oder aus einem bestimmten Themengebiet gehören. Liederbücher können von den Liedern nur den Text (Lyrik), Angaben zur Liedbegleitung (beispielsweise Chordsheets in Form von Akkorden) oder den kompletten Notensatz mit und ohne Text enthalten.
Liederbücher, die zum gemeinsamen Singen in einer festen Gruppe benutzt werden, werden – insbesondere im kirchlichen Bereich – als Gesangbücher bezeichnet.

## Geschichte
Die Entstehung der Buchgattung „Liederbuch“ ist eng verbunden mit der Aufzeichnung von volkssprachliche Liedern im Spätmittelalter und der Ausbreitung des Buchdrucks seit der Mitte des 15. Jahrhunderts.
Liederhandschriften, also handschriftliche Liedersammlungen als Vorläufer der gedruckten Liederbücher, sind seit dem späten 13. Jahrhundert überliefert. Zu dieser Gruppe zählen auch die ältesten als Liederbuch bezeichneten Werke, wie das ohne Melodieaufzeichnung publizierte Augsburger Liederbuch von 1454, das Lochamer-Liederbuch (um 1460), das Glogauer Liederbuch oder das Rostocker Liederbuch (beide um 1480).
Neben dem Textdruck mit beweglichen Lettern war auch die Entwicklung des Notendrucks mit beweglichen Lettern durch Erhard Oeglin (Ocellus) im Jahr 1507 eine wichtige Etappe bei der Herausbildung der Buchgattung. Ebenfalls von Oeglin stammt das älteste bekannte gedruckte Liederbuch, das 1512 in Augsburg herausgegebene Liederbuch, zu 4 Stimmen mit Werken von Heinrich Isaac, Ludwig Senfl, Paul Hofhaimer und anderen. Etwa gleichzeitig erschienen auch Liederbücher bei Arnt von Aich in Köln und Peter Schöffer in Mainz.